# Kevin Stitt (Filmeditor)
Kevin Stitt ist ein US-amerikanischer Filmeditor.

## Leben
Stitt trat ab Mitte der 1980er Jahre als Schnittassistent bei Produktionen wie Auf der Jagd nach dem grünen Diamanten, Nummer 5 lebt!, Brennpunkt L.A. oder Stirb langsam 2 in Erscheinung. Ab 1995 folgten erste Engagements als Editor.
2010 wurde er für seine Arbeit an Michael Jackson’s This Is It gemeinsam mit Don Brochu, Brandon Key und Timothy Patterson für den Eddie Award der American Cinema Editors in der Kategorie Best Edited Documentary nominiert.

## Filmografie
- 1995: Gegen die Zeit (Nick of Time)
- 1996: Einsame Entscheidung (Executive Decision)
- 1997: Breakdown
- 1997: Robinson Crusoe
- 1997: Fletcher’s Visionen (Conspiracy Theory)
- 1998: Lethal Weapon 4
- 1999: Payback – Zahltag (Payback)
- 2000: X-Men
- 2001: Ritter aus Leidenschaft (A Knight’s Tale)
- 2001: Die letzte Festung (The Last Castle)
- 2003: Sin Eater – Die Seele des Bösen (The Order)
- 2003: Paycheck – Die Abrechnung (Paycheck)
- 2005: Elektra
- 2006: Payback: Straight Up
- 2007: Operation: Kingdom (The Kingdom)
- 2008: Cloverfield
- 2009: Surrogates – Mein zweites Ich (Surrogates)
- 2009: Michael Jackson’s This Is It (Dokumentarfilm)
- 2012: Ein riskanter Plan (Man on a Ledge)
- 2012: Jack Reacher
- 2013: 42 – Die wahre Geschichte einer Sportlegende (42)
- 2015: Jurassic World
- 2017: The Book of Henry